# John Olliff
John Sheldon Olliff (1 de diciembre de 1908 – 29 de junio de 1951) fue un jugador de tenis, autor y periodista deportivo inglés.

## Vida
Olliff participó en el Campeonato de Wimbledon desde 1928. En individuales, avanzó a la cuarta ronda varias veces hasta 1939. En dobles, alcanzó las semifinales con su compañero Ronnie Shayes, donde perdieron contra Harold Hare y Frank Wilde. En el Campeonato de Francia, Olliff llegó a la cuarta ronda en 1932. También jugó en el Campeonato de Estados Unidos en 1929 y 1930, avanzando a los cuartos de final en el último año.
Olliff ganó 24 torneos en su carrera como tenista, tales como: los Northern Lawn Tennis Championships (1928, 1929, 1931), los Irish Championships (1930), los Queen's Club Championships (1931) y los Surrey Grass Court Championships (1938). Además, ganó títulos individuales en el Torneo de Westgate-on-Sea (1938) sobre asfalto duro. Después de la Segunda Guerra Mundial, jugó un partido para el equipo británico de la Copa Davis en la primera ronda contra Francia en 1946. Con Henry Billington, perdió contra Marcel Bernard y Bernard Destremau.
Después de su carrera activa, aceptó un trabajo como periodista deportivo en el Daily Telegraph y sucedió a Artur Wallis Myers como corresponsal de tenis. Murió de un ataque al corazón camino a un partido en Wimbledon el 29 de junio de 1951. Su sucesor en el Telegraph fue Lance Tingay.